# Wang Hui
Wang Hui (Jiangsu, China - 1959) é um teórico político, filósofo e historiador chinês. É professor do departamento de Lingua e Literatura Chinesa na Universidade Tsinghua em Beijing. Autor prolífico, com diversos livros publicados em inglês e chinês, sobre filosofia política, crítica literaria, história intelectual chinesa e política contemporânea. É uma das figuras mais proeminentes da Nova Esquerda Chinesa, considerado também um dos mais críticos e originais pensadores do movimento.

## Trajetória
Wang Hui nasceu em YangZhou, na provincia de Jiangsu, em 1959. Trabalhou dois anos em uma fábrica antes de entrar na universidade, em Yangzhou. Fez seus estudos de pós-graduação da Universidade de Nanjing e na Academia Chinesa de Ciências Sociais, onde recebeu seu doutorado em 1988. Escreveu sua tese sobre o escritor Lu Xun, chamada Contra o desespero: Lu Xun e o mundo literário (反抗绝望:鲁迅及其文学世, Fǎnkàng juéwàng: Lǔxùn jí qí wénxué shì).
Participou dos protestos na praça Tiananmen em 1989, e em sequência foi enviado à um centro de "reeducação" em Sangluo, por um ano.
Entre 1996 e 2007 foi um dos diretos executivos da revista Dushu (读书), uma das mais importantes nas humanidade na China. Atualmente é professor de Estudos Chineses Modernos, no departamento de lingua e literatura chinesa na Universidade Tsinghua em Beijing, onde ensina literatura chinesa e pensamento chinês moderno. Foi professor visitante nas universidades de Harvard, Edimburgo, Bolonia, Stanford, UCLA, Berkeley, e na Universidad de Washington, entre outras.

### Dushu (读书)
A revista Dushu, que significa ler ou leituras, foi fundada em 1979, e sua publicação era mensal. Seu motto era 'Nenhuma Zona Proibida na Leitura'. Durante a década de 1980 publicou contribuições da antiga geração de acadêmicos, como também ensaios políticos dos pensadores mais abertos do PCC. Foi uma das poucas publicações do tipo na época, e foi imensamente influente por proporcionar o contato entre a intelectualidade chinesa emergente. Ao longo dessa década a revisto continuamente refletiu sobre o desenvolvimento econômico do Japão, que havia se tornado uma potência econômica global, que se mostrava exemplar no consenso pós-revolucionário da china, no período mais tardio da década, a revista passou à contribuir na introdução das novas tendências intelectuais europeias - como a obra de Foucault, Heidegger, Sarte, a Semiótica e a Teoria da modernização - momento chamado de febre cultural (文热, Wénrè).
Após a repressão e massacre de 1989, a revista Dushu não sofreu tanto quanto outras do gênero. Em 1996, Wang Hui entra na revista, momento em que passa à ser mais crítica e interagir mais com a comunidade internacional. Seu trabalho "Contemporary Chinese Thoughts and the Question of Modernity" (Pensamento Chinês Contemporâneo e a Questão da Modernidade), publicado em 1997, produziu um choque na intelectualidade chinesa por sua atitude crítica à modernidade capitalista e seu foco socio-histórico da história das ideias, o que provocou grandes debates.
Em Julho de 2007, Wang Hui foi demitido da revista. Muitos criticaram a demissão, denunciando-o como parte de uma campanha do Estado de silenciar as vozes dissidentes que críticam a política neoliberal e autoritária de Beijing.

## Obras
Em chinês 
- From An Asian Perspective: The Narrations of Chinese History (《亞洲視野：中國歷史的敘述》, 2010);
- For Alternative Voices (《別求新聲》, 2009);
- Depoliticized Politics (《去政治化的政治》, 2008);
- The Rise of Modern Chinese Thought (four volumes), (《現代中國思想的興起》, 2004–2009); and
- Rekindling Frozen Fire: The Paradox of Modernity (《死火重溫》, 2000).

Traduzidos em inglês
- The Rise of Modern Chinese Thought (four volumes), in press;[6]
- The End of Revolution: China and the Limits of Modernity (Verso, 2010);
- China’s New Order: Society, Politics, and Economy in Transition, translated by Ted Huters and Rebecca Karl (Harvard University Press, 2003);
- Shisō kūkan toshite no gendai chūgoku (Modern China as a Space for Thinking), translated by Murata Yujiro, Sunayama Yukio, and Onodera Shiro (Tokyo: Iwanami Shoten, 2006);
- A New Asian Imagination (in Korean; Seoul: Creation and Criticism Press, 2003); and
- The Politics of Imagining Asia, translated by Theodore Huters, (Harvard University Press, 2011).

## Referência
1. ↑  Anshu, Shi, François Lachapelle, and Matthew Galway. "The recasting of Chinese socialism: The Chinese New Left since 2000." China Information 32.1 (2018): 139-159.
2. ↑  Verso - Wang Hui, acessado em 05/11/2021
3. ↑  China: que alternativas? A Nova Esquerda chinesa, site PassaPalavra, acessado em 05/11/2021
4. 1 2 3 4 5 6  MENA, Ferran Pérez. El pensamiento de Wang Hui. Asiadémica: revista universitaria de estudios sobre Asia Oriental, n. 02, p. 172-189, 2013.
5. ↑  Hui, Wang. "El pensamiento chino contemporáneo y la cuestión de la modernidad." Istor 25 (2006): 27-72.
6. ↑  Die Zeit, No. 25, June 10, 2009, pg. 36